# Miriam Chytilová
Miriam Chytilová (21. června 1965) je česká filmová, dabingová a divadelní herečka a zpěvačka. Zahrála si ve dvou oscarových filmech: jednak v americkém velkofilmu Amadeus režiséra Miloše Formana, kde také nadabovala jednu z rolí, a podruhé se objevila ve filmu Kolja režiséra Jana Svěráka.
V oblasti dabingu je spjatá s Jennifer Anistonovou, dále např. s Jodie Foster, Romy Schneiderovou, Lauru Leightonovou, Anne Hecheovou nebo Meg Ryanovou.
Absolvovala Státní konzervatoř v Praze. Je vdaná, má dvě dcery Annu Marii a Mariannu.

## Filmografie
- 2005 – Jasnovidec
- 2003 – Nepodepsaný knoflík
- 1996 – Kolja
- 1994 – Nevěra po císařsku
- 1993 – Kadeř královny Bereniké
- 1992 – Osvětová přednáška v Suché Vrbici
- 1990 – Dcera národa
- 1990 – Houpačka
- 1988 – Případ se psem
- 1986 – Švec z konce světa
- 1985 – Zátah
- 1984 – Až do konce
- 1984 – Bambinot
- 1984 – Rubikova kostka
- 1982 – Od sedmi do čtyř
- 1980 – Muž přes palubu
- 1979 – Indiáni z Větrova
- 1977 – Jak se točí Rozmarýny
- 1977 – Tajemství proutěného košíku
- 1976 – Čas lásky a naděje
- 1976 – Odysseus a hvězdy
- 1975 – Borisek, malý seržant
- 1975 – Chalupáři
- 1975 – Mys Dobré naděje
- 1975 – Osvobození Prahy
- 1974 – 30 případů majora Zemana
- 1973 – Adam a Otka